# Isabelle d'Este (1635-1666)
Pour l’article homonyme, voir Isabelle d'Este.
Isabelle d'Este (née à Modène le 3 octobre 1635, morte à Colorno le 21 août 1666) est une aristocrate italienne du XVIIe siècle, qui est la deuxième épouse du duc de Parme Ranuce II Farnèse et, par son mariage, duchesse de Parme.

## Biographie
Isabelle est la fille du duc de Modène et de Reggio d'Émilie François Ier d'Este et de Marie Farnèse, fille du duc de Parme et de Plaisance, Ranuce Ier Farnèse.
Après la mort de Marguerite-Yolande de Savoie, première femme de Ranuce II Farnèse (1630-1694), celui-ci veut épouser sa cousine, fille de la sœur de Édouard Ier Farnèse. Le mariage a lieu par procuration en 1663.
Les deux futurs époux se voient pour la première fois le 18 février 1664, quand la mariée arrive à Parme. Des fêtes grandioses et des spectacles musicaux sont organisés pour l'occasion.
Le couple a trois enfants :
- Marguerite-Marie (24 novembre 1664 - 17 juin 1718), mariée le 14 juillet 1692 avec François II d'Este (1660-1694), duc de Modène,
- Thérèse (10 octobre 1665), en religion
- Édouard II Farnèse (12 août 1666-1693). La naissance d'Édouard est fatale à sa mère, qui meurt quelques jours plus tard à Colorno. Héritier présomptif du duché de Parme, Edouard mourra en fait avant son père Ranuce II. Il est le père d'Élisabeth Farnèse.

## Sources
- (it) Cet article est partiellement ou en totalité issu de l’article de Wikipédia en italien intitulé « Isabella d'Este (duchessa di Parma) » (voir la liste des auteurs) du 14.12.2007.